# Eva Adler-Hugonnet
Eva Isabella Adler-Hugonnet (5. Oktober 1867 in Morges – nach 1907) war eine Opernsängerin.

## Leben
Sie erhielt ihre gesangliche Ausbildung bei Désirée Artôt de Padilla und begann ihre Bühnenlaufbahn in London bei der Carl-Rosa-Kompagnie. Von dort kam sie nach Lübeck und 1898 ans Stadttheater in Bremen, wo sie bis 1902 verblieb. Von dort wechselte sie ans Hoftheater in Hannover. 1907 gastierte sie in Cöln. Über ihren weiteren Lebensweg ist nichts bekannt.